# Distrito de Świdnica
Świdnica (polaco: powiat świdnicki) es un distrito del voivodato de Baja Silesia (Polonia) que fue constituido el 1 de enero de 1999 por la reforma del gobierno local polaco aprobada el año anterior. Limita con otros cinco distritos de Baja Silesia: al norte con Środa Śląska, al nordeste con Wrocław, al sur con Dzierżoniów, al suroeste con Wałbrzych y al noroeste con Jawor. Está dividido en ocho municipios: dos urbanos (Świdnica y Świebodzice), tres urbano-rurales (Jaworzyna Śląska, Strzegom y Żarów) y tres rurales (Dobromierz, Marcinowice y Świdnica). En 2011, según el Oficina Central de Estadística polaca, el distrito tenía una superficie de 741,14 km² y una población de 159 209 habitantes.